# ブラド
ブラド (ルーマニア語: Brad) は、ルーマニアのフネドアラ県に位置する都市。
地名はルーマニア語でモミを意味する。ハンガリー名はブラード (Brád)、ドイツ名はタネンホフ (Tannenhof)。メステアカン（ハンガリー名：メスターコン）、ポティンガニ（ポッティンガーニ）、ルダ＝ブラド（ルダ）、ツァラツェル（ツェレツェル）、ヴァレア・ブラドゥルイ（ヴァーリャブラード）の五村から成る。

## 歴史
紀元前300年ごろの文献にはすでに地名が見える。金鉱の周囲に形成されており、鉱山はいまなお操業している。

## 人口統計
- ルーマニア人 - 1万5945人
- ハンガリー人 - 299人
- ロマ - 157人
- ドイツ人 - 53人
- その他 - 31人